# CD Godoy Cruz Antonio Tomba

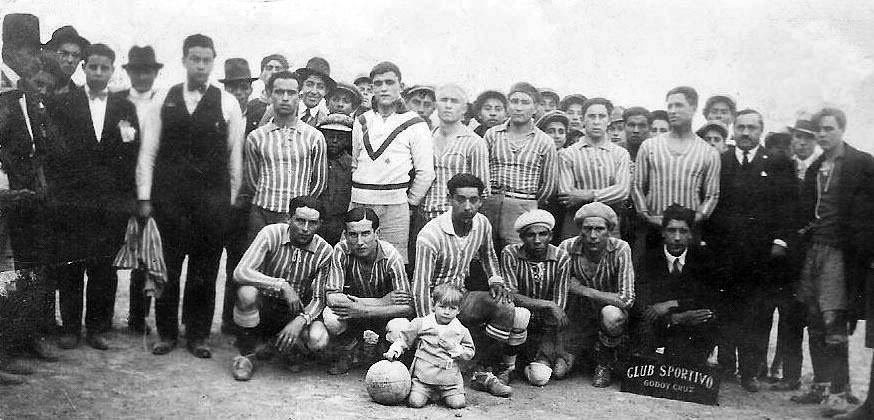
Team van 1927

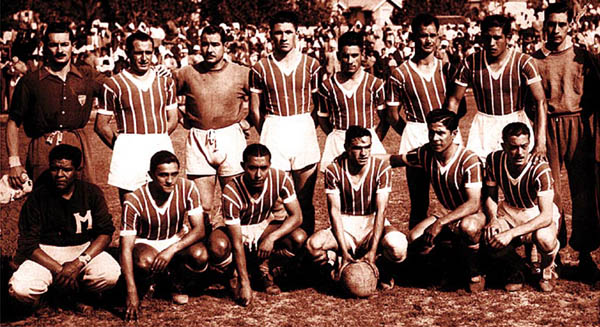
Kampioensteam van 1954

Club Deportivo Godoy Cruz Antonio Tomba is een Argentijnse voetbalclub uit Godoy Cruz (Mendoza). De club werd opgericht op 21 juni 1921. De thuiswedstrijden worden in het Estadio Malvinas Argentinas gespeeld, dat plaats biedt aan 48.000 toeschouwers. De clubkleuren zijn blauw-wit.
Na jaren in de regionale reeksen promoveerde de club in 1994 naar de Primera B Nacional en speelde daar meer dan tien jaar tot de club in 2006 eindelijk promotie kon afdwingen naar de hoogste afdeling. Na één seizoen degradeerde de club terug maar kon ook meteen terugkeren. Na een derde plaats in de Clausura van 2010 plaatste de club zich voor de Copa Libertadores 2011 en werd daar laatste in een groep met LDU Quito, CA Peñarol en CA Independiente.

## Bekende (oud-)spelers
- Victor Figueroa
- Santiago García
- Leandro Grimi
- Cristian Leiva
- Osvaldo Miranda
- Rubén Paz
- Enzo Pérez
- Carlos Sánchez
- Franco di Santo
- Ezequiel Bullaude